# F2FS
F2FS (Flash-Friendly File System) es un sistema de archivos creado por Kim Jaegeuk en Samsung para el núcleo Linux.
La motivación para crear F2FS fue construir un sistema de archivos que desde el principio tuviera en cuenta las características de los dispositivos de almacenamiento basados en memorias flash NAND, como las unidades de estado sólido (SSD) y las tarjetas eMMC y SD, los cuales han sido ampliamente usados en ordenadores, desde dispositivos móviles hasta servidores.
Samsung eligió un enfoque log-structured file system que se adaptara a las nuevas formas de almacenamiento. F2FS también soluciona algunos de los problemas conocidos de los log-structured file system antiguos, como el efecto bola de nieve (snowball effect), los árboles errantes y la alta sobrecarga de la limpieza.